# Inishbofin
Inishbofin (Inis Bo Finne  på iriska, med betydelsen den vita kons ö) är en ö som ligger ca 8 km (5 miles) utanför Connemaras kust i County Galway på Irland. Ön är ungefär 5,5 km (3 ½ miles) lång och 3 km (2 miles) bred och har cirka 200 invånare. Ön är populär bland konstnärer. Inishbofin kan nås med färja från piren i Cleggan. Det finns också en helikopterplatta, och en landningsbana planeras. Det finns tre hotell på ön, the Days, Murrays och the Dolphin samt ett vandrarhem. En samlingslokal innehåller ett litet bibliotek.

## Historia
Öns engelska namn Inishbofin härrör från det iriska namnet Inis Bó Finne (den vita kons ö). Namnet har sitt ursprung i en lokal legend. Ön har varit bebodd sedan bronsåldern. År 668 grundade sankt Colmán av Lindisfarne ett kloster på Inishbofin. Klostret fanns kvar fram till 900-talet. Ön är också platsen för ruinerna av Oliver Cromwells kaserner som byggdes år 1652. När Cromwell satt vid makten omvandlades Inishbofin till en straffkoloni för katolska präster. En biskop med otur ska ha blivit fastbunden på "Bishop's Rock" vid lågvatten och drunknat när vattnet steg.
Inishbofin hyser också Dún Gráinne som är resterna av en fästning som användes av den legendariska Grace O'Malley, Irlands piratdrottning, samt ruinerna av ett keltiskt fort daterat till 1000 f. Kr. Inishbofin tros ha varit bebott i upp till 6 000 år. Islanders refererar till fortet, vilket är ett bra exempel på ett 1600-tals "stjärnfort" liksom Oliver Cromwells fort. Fortet byggdes under 1650-talet under Cromwellians krig för att ta kontroll över hamninloppet. Inishbofin var en av de viktigaste sjöfartsfristäderna på Irlands västkust under segelfartygens dagar. Det var ett av de sista kungliga fästena som föll för Cromwells armé och fästet stationerades av dem till slutet av århundradet. Cromwellianerna använde fästet som en etappunkt för irländska män och kvinnor som skulle transporteras till Västindien.
Den nuvarande befolkningen på 182 människor har sjunkit från en historisk höjdpunkt på över 1 000 under 1840-talet.
En av öns egenheter är att den inte har några som helst träd eller skogar. Allt trä blev tidigare nedhugget och använt som bränsle till uppvärmning. På grund av den salthaltiga luften kunde träden aldrig återetablera sig. Istället är torv ett populärt bränsle på ön.

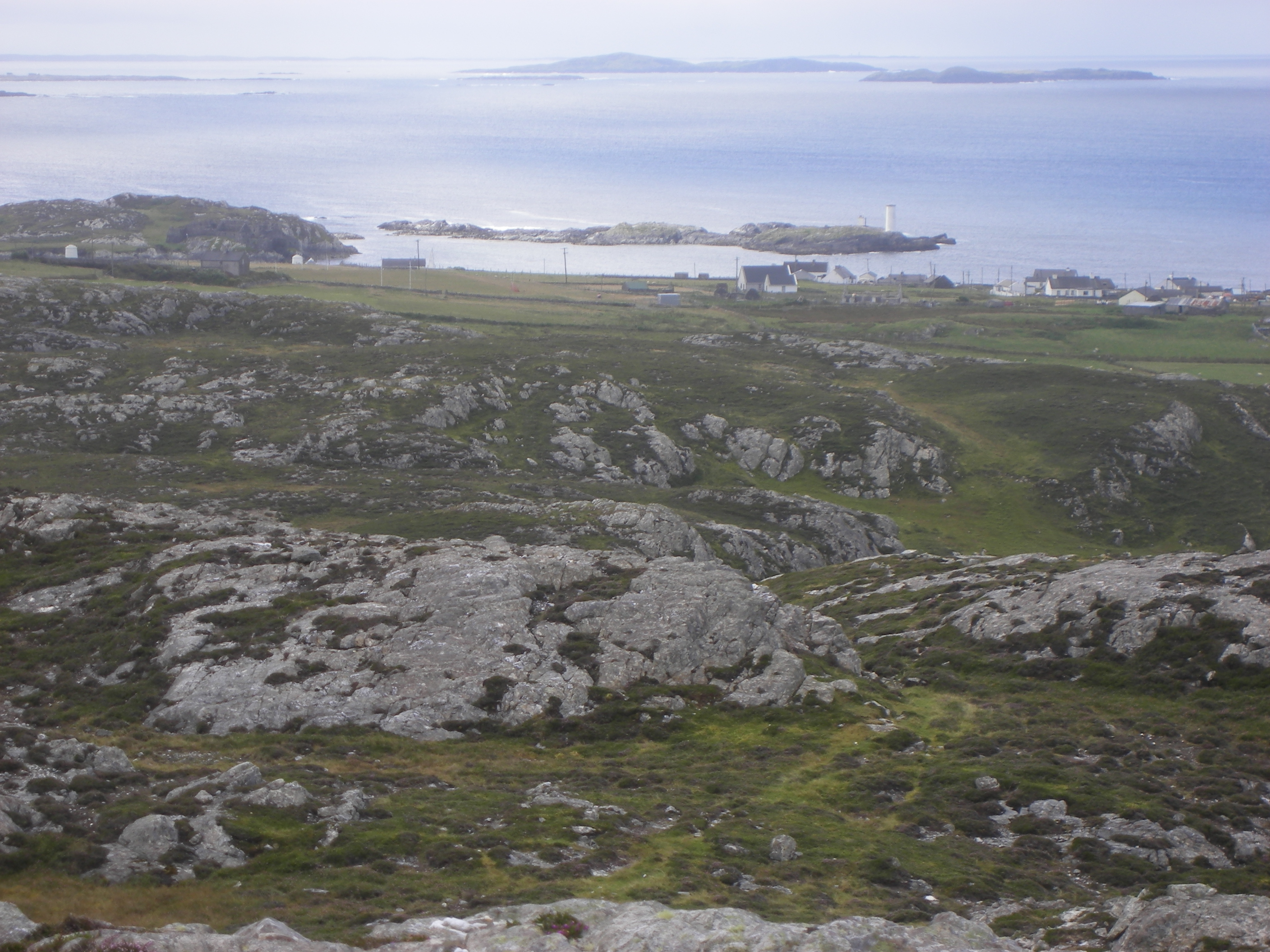
Inishbofin, Galway, Ireland

## Ön i litteratur
Livet från mittersta 1900-talet på Inishbofin dokumenterades i boken Island of the White Cow skriven av Deborah Tall år 1985. Hon levde på ön i fem år i början av 1970-talet.